# ويليام هنري لونغ
ويليام هنري لونغ (بالإنجليزية: William Henry Long)‏ هو عالم نبات أمريكي، ولد في 7 مارس 1867 في مقاطعة نافارو في الولايات المتحدة، وتوفي في 10 ديسمبر 1947 في ألباكركي في الولايات المتحدة.